# Tần ô
Cải chân vịt, các tên gọi khác: tần ô, rau cúc, cúc tần ô, rau tần ô, đồng cao, xuân cúc, cải cúc, cải chân vịt, rau chân vịt tên khoa học Glebionis coronaria, là một loài thực vật có nguồn gốc từ Địa Trung Hải và khu vực Đông Á. Đây là một loại rau lá thuộc họ Cúc, được Carl von Linné miêu tả khoa học đầu tiên năm 1753 dưới danh pháp Chrysanthemum coronarium..

## Mô tả
Cải chân vịt sống quanh năm, thân có thể cao tới 1,2 mét, lá ôm vào thân, xẻ thành hình lông chim hai lần với những thuỳ hình trứng hay hình thìa không đều. Cụm hoa ở nách lá, bông hoa ở mép màu vàng sẫm, các hoa ở giữa đầu màu vàng lục, mùi thơm. Hạt có hình chữ nhật. Khi hạt còn xanh đầu hạt màu xanh, chân hạt có màu trắng. Khi hạt già tất cả ngả sang màu vàng rồi đến màu đen rồi tự rụng. Mùa hoa tần ô rơi vào khoảng tháng 1 đến tháng 3. Người ta thường dùng lá cải chân vịt làm rau để chế biến thức ăn.

## Tên gọi khác
- antimonio
- kikuna
- mirabeles
- moya
- Japanese: 春菊 shungiku
- tangho, tongho or tiếng Trung: 茼蒿 (pinyin:tónghāo)
- tiếng Trung: 皇帝菜 (pinyin:huángdì cài)
- tiếng Hebrew: חרצית (pronounced "Chartzith")
- tiếng Hàn Quốc: 쑥갓 (ssukgat)
- tiếng Thái: ผักตั้งโอ๋ (pak thang-o)
- tiếng Tạng tiêu chuẩn: སྐལ་བཟང་ (Wylie: skal bzang) kelsang, kaysang, skalzang
- Maltese: lellux

## Sử dụng

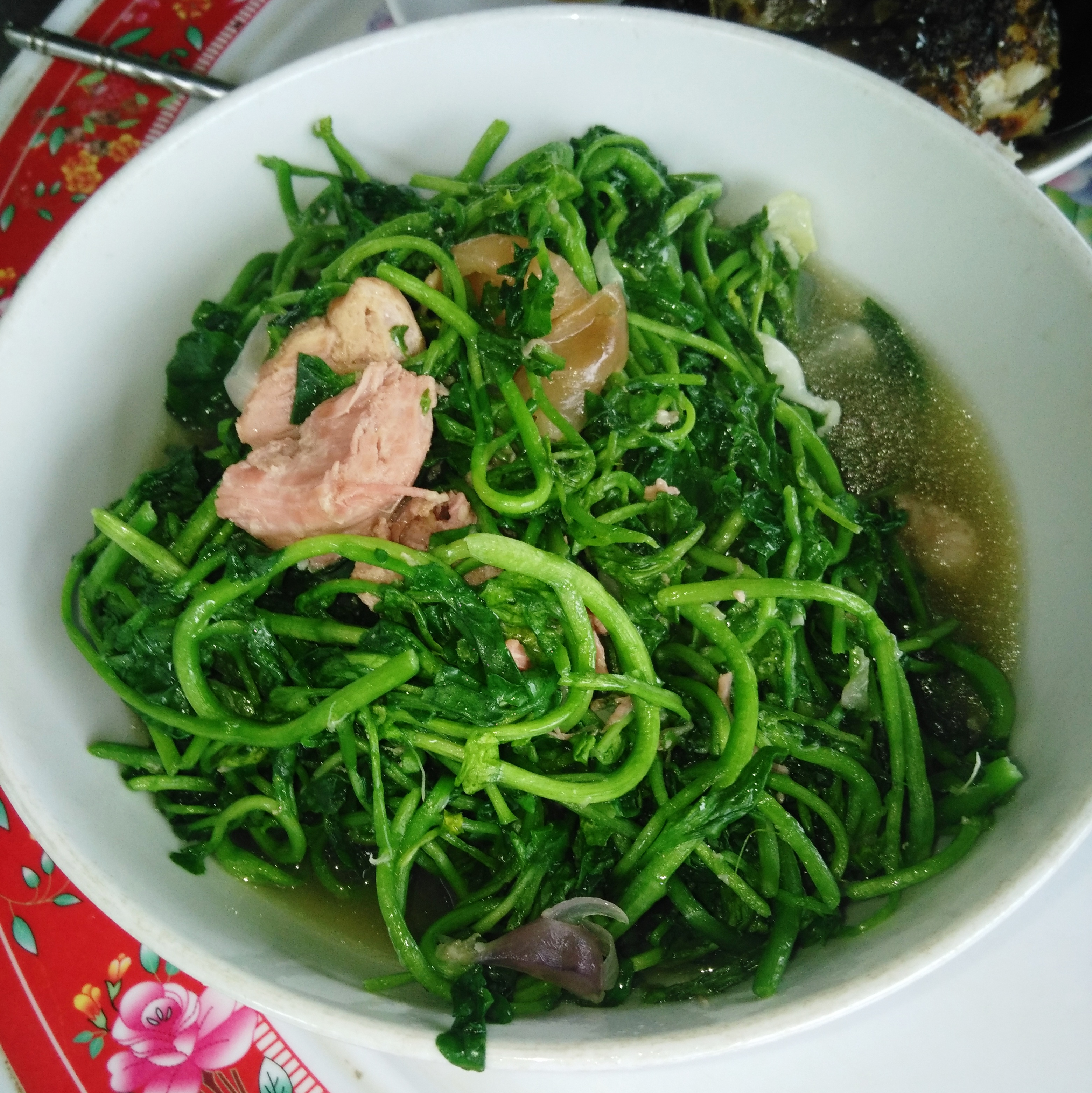
Rau cải chân vịt xào thịt hộp

Cải chân vịt được trồng lấy hoa và thân lá non làm thực phẩm. Rau rừ thân lá của cải cúc được chế biến các món hầm, xào, súp, canh ở Việt Nam, Quảng Đông (Trung Quốc), Hồng Kông và Hàn Quốc.